# Gaziza Zhubanova
Gaziza Akhmetovna Zhubanova (em cazaque:  Ғазиза Жұбанова; em russo:  Газиза Ахметовна Жубанова; 2 de dezembro de 1928-13 de dezembro de 1993) foi uma compositora soviética de etnia cazaque. 
Nasceu em 2 de dezembro de 1928 (algumas fontes dizem 1927) numa aldeia no distrito de Jurun, Aktyubinsk. Zhubanova frequentou a escola em Almaty, no Cazaquistão, e formou-se com distinção. Era filha de Akhmet Zhubanov, um músico universitário, e cresceu num ambiente musical. Em 1945, Gaziza Zhubanova começou a estudar na Escola Estatal de Música Gnessin em Moscovo. Depois de concluir os seus estudos, estudou composição com Yuri Shaporin no Conservatório de Moscovo. Depois de se formar em 1954, fez estudos adicionais em composição e em 1957 iniciou uma carreira como compositora.
Em 1954, participou na Sétima Reunião Plenária da União dos Compositores do Cazaquistão. Gaziza Zhubanova foi presidente da União de Compositores do Cazaquistão, membro do conselho da União de Compositores da URSS e deputado ao soviético da cidade de Alma-Ata. Trabalhou com a Companhia de Dança e Música cazaque.

## Obras (seleção)
Gaziza Zhubanova utiliza temas e imagens da história e folclore cazaques. Compôs em diversas formas musicais, incluindo peças para piano, para violin, para voz e para coros, além de quartetos de cordas e canções populares. 
- Aksak Kulan (1953–1954), poema sinfónico.
- Auge en la noche (1916), ópera.
- Concierto para violín (1957)
- Melody (Мелодия) en dó ♯ menor para viola e piano (1950)
- Luz nocturna en el Ural (1957), cantata (palavras de Khamit Ergaliev)
- Música incidental para On the Banks of the Irtysh (obra de S. Kusainov)
- Ode ao Partido Comunista
- Glória ao Cosmonauta
- Abraço
- Vós, milhões!
- Canto de Entusiastas de Terras Virgens
- A canção é a voz do meu coração
- Terra, Lua e Sputnik, ballet (coreografia de V. Vainonen)
- A balada de Mukhtar Auezov, cantata
- Uma lenda do pássaro branco, ballet